# Driehoek op Rhodos
Driehoek op Rhodos is een bundel van vier korte verhalen geschreven door Agatha Christie. Het werk verscheen initieel op 15 maart 1937 onder de titel Murder in the Mews en werd uitgegeven door de Britse Collins Crime Club. In de Verenigde Staten werd het werk uitgegeven door Dodd, Mead and Company in 1937 onder de titel Dead Man's Mirror, maar het verhaal "The Incredible Theft" ontbreekt.. In 1987 bracht Berkeley Books het boek opnieuw uit onder de originele titel en met alle vier de verhalen.

## Verhaal

### Moord op no. 14(Murder in the Mews)
Japp stelt Poirot aan om de zelfmoord van mevrouw Barbara Allen, tijdens het vuurwerk van Guy Fawkes Night, in een grupstal te onderzoeken. De wetsdokter vindt het vreemd dat het wapen in de rechterhand van het slachtoffer zit terwijl de schotwonde ter hoogte van het linkeroor is. Volgens mevrouw Plenderleith was Barbara verloofd met Charles Laverton-West, een lid van het parlement en is er geen motief denkbaar voor zelfmoord.
Poirot vermoedt dat Barbara gechanteerd werd door majoor Eustace. Er zijn namelijk op regelmatige tijdstippen grote sommen geld van haar bankrekening gehaald. Verder kwam Eustace regelmatig op bezoek en mevrouw Plenderleith vermoedde dat Barbara schrik had van hem. Echter is het niet gebruikelijk dat een chanteur zijn slachtoffers vermoord, maar eerder omgekeerd. Wanneer Poirot en Japp een kleine koffer vinden, beweert Plenderleith snel dat deze van haar is. Poirot en Japp vinden de plotse reactie van Plenderleith verdacht, maar zij blijkt een sluitend alibi te hebben.
Poirot merkt op dat Eustace Turkse sigaretten rookt en dat hij beschadigde schoenen draagt. Dergelijke sigarettenpeuk en een voetafdruk werden gevonden op de plaats delict. Daarop arresteert Japp Eustace voor moord.
Getuigen zien dat Plenderleith een koffer gooit in de vijver van een golfclub. De politie haalt de koffer uit de vijver, maar deze blijkt leeg te zijn. Daarop komt Poirot met zijn eindconclusie: Barbara heeft wel degelijk zelfmoord gepleegd. Plenderleith was op de hoogte van de chantage. Zij vond het lijk en een afscheidsbrief. De afscheidsbrief vernietigde ze. Verder manipuleerde ze de zelfmoord zodat het op moord zou lijken en Eustace als moordenaar zou worden aangeduid. De koffer was een red herring. Omdat Plenderleith van mening is dat Eustace sowieso zal worden gestraft omwille van zijn chantage, beslist ze om de waarheid te spreken tijdens het proces.

### De ongelooflijke diefstal(The Incredible Theft)
Lord Charles Mayfield heeft enkele belangrijke gasten uitgenodigd om hun zijn plannen van een nieuw gevechtsvliegtuig te tonen. Wanneer blijkt dat de plannen vanaf een tafel zijn weggenomen, biedt Poirot die ook uitgenodigd is door mevrouw Mayfield, zijn diensten aan. Hij is van mening dat iemand van de aanwezigen de diefstal heeft uitgevoerd en dat de plannen zich wellicht nog in het huis bevinden. Hij houdt slechts rekening met 4 personen, hemzelf inbegrepen. 
Kolonel Hastings slaapt in de plaatselijke herberg en moet een kamer delen met hoofdinspecteur Japp. Die wordt opgetrommeld om de diefstal te onderzoeken, terwijl Poirot geamuseerd kan toekijken. 
Julia vreest dat haar zoon Reggie de plannen heeft gestolen omdat hij in geldnood zit. Echter, Reggie had amoureuze zaken met Leonie, dus zij kunnen de diefstal niet hebben gepleegd. Mevrouw Macatte lag te slapen en meerdere mensen hebben haar horen snurken. Mevrouw Vanderlyn was op zoek naar Leonie en men heeft haar op de bovenverdieping horen roepen. George en Charles waren op het terras. Poirot komt tot de conclusie dat Charles de plannen zelf heeft gestolen. Hij wordt namelijk gechanteerd en moest de plannen aan mevrouw Vanderlyn geven. Hij gaf echter foutieve plannen en krijgt via de Duitse ambassade en de Duitse koerier mevrouw Vanderlyn andere geheime stukken terug. Mayfield heeft de Japanners van wapens voorzien in hun oorlog in 1937 tegen China.
Hastings rijdt Poirot en Japp terug naar Londen.

### Dodemansspiegel(Dead Man's Mirror)
Poirot ontvangt een uitnodiging van Gervase Chevenix-Gore om hem te bezoeken. Hoewel Poirot eerst niet van plan is om te gaan, verandert hij toch van mening omdat hij de brief verdacht vindt. Eenmaal aangekomen, blijkt dat Poirot niet wordt verwacht. Het lijk van Gervase wordt in de studeerkamer gevonden en alles lijkt er op dat hij zichzelf heeft gedood met een geweer.
Poirot is van mening dat het moord betreft en er zijn enkele verdachten: Gervase zijn vrouw Vanda, zijn geadopteerde dochter Ruth, neef Hugo, secretaresse Lingard, Susan en Lake. Hugo is verloofd met Susan en Ruth is in het geheim getrouwd met Lake.
Chevenix had de intentie om Ruth te onterven indien zij niet zou trouwen met Hugo. Echter, Ruth was al getrouwd met Lake. Poirot concludeert daarop dat Ruth haar adoptievader heeft vermoord zodat ze later toch zou erven. Onverwacht biecht mevrouw Lingard op dat zij de moord heeft begaan.
Wanneer zij en Poirot alleen zijn, vertelt ze dat zij de natuurlijke moeder is van Ruth. Ruth mag dit echter nooit te weten komen.

### Driehoek op Rhodos(Triangle at Rhodes)
Poirot is op vakantie in Rhodos. Andere hotelgasten zijn onder andere Pamela, Sarah, Valentine, Marjorie, Tony en Douglas. Douglas is getrouwd met Marjorie, maar blijkt gevoelens te hebben voor Valentine. Valentine is getrouwd met Tony. Valentine lijkt blij te zijn met de aandacht die ze van Tony en Douglas krijgt. Marjorie krijgt dan weer veel sympathie van andere hotelgasten wanneer Douglas met Valentine op stap is. Poirot waarschuwt Marjorie dat ze best het eiland kan verlaten als ze haar leven nog niet beu is. Niet veel later is er ruzie tussen Douglas en Tony. Niet veel later sterft Marjorie: haar cocktail werd vergiftigd met strophanthus. Poirot ziet hoe Tony een flesje in de vest van Douglas steekt en waarschuwt daarop de politie. Tony en Douglas blijken geen driehoeksrelatie te hebben met Valentine, maar wel met Marjorie. Marjorie is verliefd op Douglas, maar deze laatste wil omwille van zijn strenge katholieke overtuiging niet scheiden. Tony en Marjorie besluiten om Valentine te vermoorden en de schuld op Douglas te steken. Poirots achterliggende reden om Marjorie te waarschuwen, was niet omdat hij dacht dat zij een slachtoffer zou zijn, maar wel de dader.

## Bewerkingen
De vier verhalen werden elk verfilmd als een aflevering in de reeks Agatha Christie's Poirot met David Suchet in de rol van Poirot. De personages Arthur Hastings en Felicity Lemon werden toegevoegd, behalve in Triangle at Rhodos. Ook het personage Japp werd toegevoegd in de verhaallijnen van "Murder in the Mews", "The Incredible Theft" en "Dead Man's Mirror".